# Eurychoria meloda
Eurychoria meloda är en fjärilsart som beskrevs av Louis Beethoven Prout 1929. Eurychoria meloda ingår i släktet Eurychoria och familjen mätare. Inga underarter finns listade i Catalogue of Life.